# Julianne Kirchner
Julianne Kirchner (* 19. Dezember 1991 in Florence, Alabama, Vereinigte Staaten) ist eine Schwimmerin von den Marshallinseln. Sie war am 15. August 2008 die erste weibliche Olympiateilnehmerin ihres Landes.

## Biografie
Julianne Kirchner trat bei den Olympischen Sommerspielen 2008 in Peking über 50 m Freistil an, schied jedoch als 75. in den Vorläufen aus.
Kirchner startet für das Kwajalein Swim Team.